# Biblioteca Nacional de Aeronáutica
Die Biblioteca Nacional de Aeronáutica (BINAE) in Buenos Aires, Argentinien ist eine argentinische Nationalbibliothek. Sie wurde am 5. September 1927 als Zentrum zur bibliographischen Materialsammlung der Luftfahrtgeschichte gegründet. Die Biblioteca Nacional de Aeronáutica ist der breiten Öffentlichkeit zugänglich und dient der professionellen Beratung von Studenten, Luftfahrtunternehmen sowie staatlichen Stellen zu Fragen der Luft- und Raumfahrt.
Sie befindet sich im Zentrum von Buenos Aires in unmittelbarer Nähe zum Plaza San Martin und beherbergt mehr als 60.000 Bücher, Bände, Zeichnungen und Schriftwerke mit Leseräumen, Tagungsräume sowie eine bedeutende Sammlung von nationalen und internationalen Fachzeitschriften und Videos zum Thema Luft- und Raumfahrt.
Biblioteca Nacional de Aeronáutica ist mit einem Datenbank-System für die elektronische Verarbeitung ihrer Sammlungen ausgestattet und bietet einen Beratungsservice über das Internet und per E-Mail an. Ihre Arbeit geht über die Grenzen Landes hinaus und ist mit verschiedenen internationalen Forschungszentren verbunden.
Im Jahr 2003 wurde die Sammlung „AEROSPACE HISTORY COLLECTION“ gemeinsam mit dem Department Estudios Históricos de la Fuerza Aérea Argentina  (Militärische Luftfahrtgeschichte Argentinien) wesentlich erweitert.